# 华鑫证券
华鑫证券有限责任公司，是经中国证券监督管理委员会批准于2001年3月在深圳市注册成立的全国性综合类证券经营机构。公司系在原西安证券有限责任公司及受让原上海浦东联合信托投资有限责任公司证券营业部的基础上增资扩股组建而成。是上海仪电控股的A股上市公司上海华鑫股份有限公司（股票代码：600621）的全资子公司。
2008年6月16日，原巨田基金开始股东变更，其中摩根士丹利受让中信国安35%和巨田证券5%的股权；华鑫证券受让巨田证券持有的30%股权，巨田基金正式更名为摩根士丹利华鑫基金，成为两者的合资基金。
2011年5月4日，摩根士丹利与华鑫证券合资成立摩根士丹利华鑫证券，应当时监管要求，摩根士丹利持有33.33%的股权，华鑫证券持有66.67%。2020年4月1日起，证监会正式取消证券公司外资股比限制，华鑫证券开始陆续向摩根士丹利转让所持股份。2021年7月13日，摩根士丹利华鑫证券有限责任公司正式更名为摩根士丹利证券（中国）有限公司。